# Calmont, Aveyron

Calmont-de-Plancatge este o comună în departamentul Aveyron din sudul Franței. În 1 ianuarie 2022 avea o populație de 2.208 de locuitori.